# Любка ландышелистная
Любка ландышелистная (лат. Platanthera convallariifolia) — вид травянистых растений рода Любка (Platanthera) семейства Орхидные (Orchidaceae).

## Описание
Многолетнее травянистое растение высотой до 60 см. Стебли полые, толстые. Листья многочисленные, продолговато-ланцетные, длиной до 12 см и шириной до 2,5 см. Соцветие  — рыхлая кисть длиной до 20 см. Цветки зеленоватого цвета. Прицветники продолговато-ланцетные, причём нижние длиннее верхних. Губа линейная, до 8  мм длиной, при основании слабо расширена. Плод  — коробочка.
Число хромосом 2n=80.
Обитает на лугах.

## Ареал
Обитает в Китае, Монголии, Японии, на Дальнем Востоке России.

## Охранный статус
Включена в список Приложение II СИТЕС и Красную книгу Хоккайдо.

## Синонимы
По данным The Plant List на 2013 год, в синонимику вида входят:
- Habenaria convallariifolia (Fisch. ex Lindl.) B.Boivin
- Limnorchis convallariifolia (Fisch. ex Lindl.) Rydb.
- Orchis convallariifolia Fisch. ex Lindl.
- Platanthera dilatata subsp. convallariifolia (Fisch. ex Lindl.) Soó
- Platanthera hyperborea var. convallariifolia (Fisch. ex Lindl.) Kraenzl.
- Platanthera hyperborea var. makinoi (Y.Yabe) Takeda
- Platanthera makinoi Y.Yabe